# Nốt tròn đôi

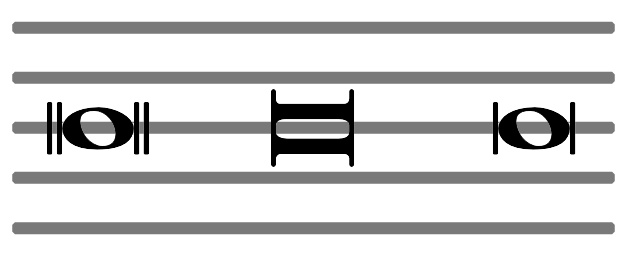
Trái: nốt tròn đôi trong ký hiệu nhạc hiện đại. Giữa: nốt tròn đôi trong hệ thống ký hiệu "đo lường được" của châu Âu thời thế kỷ 13-16. Phải: một hình thức khác nốt tròn đôi, dễ gây nhầm lẫn.

Nốt tròn đôi (tiếng Anh: double whole note, breve) là một hình nốt nhạc có trường độ tương đương hai nốt tròn. Trong hệ thống ký hiệu nhạc "đo lường được" của thời Trung cổ thì brevis (nốt tròn đôi) là một trong những nốt ngắn nhất (bởi thế mà tên gọi mới là brevis, theo tiếng Latinh có nghĩa là "ngắn"). Tuy nhiên trong hệ thống ký hiệu nhạc hiện đại, nó lại là nốt có trường độ dài nhất còn được sử dụng.
Trong hệ thống ký hiệu hiện nay, nốt tròn đôi có hai hình thức: (1) hình bầu dục rỗng (giống nốt tròn) đính kèm hai vạch thẳng đứng ở hai bên; (2) hình chữ nhật, thường thấy trong văn bản cũ. Còn một hình thức nữa dưới dạng hai nốt tròn đặt sát nhau, song hình thức này rất dễ gây nhầm lẫn với hai nốt tròn đồng âm.
Do nốt tròn đôi có trường âm vượt khỏi một ô nhịp khi xét đa số các số chỉ nhịp hiện đại nên nó khá hiếm, trừ âm nhạc Anh. Tuy nhiên, trong các số chỉ nhịp mà tử số gấp đôi mẫu số (chẳng hạn 4/2, 8/4) thì nốt này chiếm cả một ô nhịp và khá phổ biến.

## Dấu lặng tròn đôi

Dấu lặng tròn đôi

Dấu lặng tròn đôi là dấu lặng thể hiện khoảng lặng có độ dài bằng với trường âm của nốt tròn đôi. Dấu này có dạng hình chữ nhật đặc ruột, chiếm khoảng không tương đương khoảng cách giữa dòng kẻ thứ ba và thứ tư (đếm từ dưới lên) trong khuông nhạc. Thường thấy chúng được dùng trong các khoảng lặng dài không được chia thành ô nhịp nhằm để biểu thị khoảng lặng tương ứng hai ô nhịp.